# Dê Bilberry
Dê Bilberry (tiếng Ailen: Fiaghabhar na bhFraochán) là một giống dê hoang dã (Capra aegagrus hircus) được cho là đã sống theo bầy đàn trên Bilberry Rock ở Thành phố Waterford, phía nam Ireland trong hàng trăm năm.
Không giống như bất kỳ giống dê nào khác được tìm thấy ở Ireland, dê Bilberry được cho là có liên quan mật thiết đến các giống dê khác như dê Pashmina, dê Malta hoặc dê Cashmere. Người dân địa phương tin rằng giống dê này đã đến với Huguenots từ Pháp hơn 300 năm trước và đã sống trên Bilberry Rock kể từ đó.
Giống dê này đang bị đe dọa về tình trạng tuyệt chủng; số lượng dê chỉ còn bảy con vào năm 2000 và tăng lên 21 con vào năm 2005. Một nhóm tình nguyện viên đã thành lập Quỹ đầu tư di sản Dê Bilberry vào năm 2000 để bảo vệ và hỗ trợ tái đàn. Số dê đã tiếp tục phục hồi và đạt 42 con vào năm 2008. Đàn được dẫn dắt bởi một "vú em" quản lý. Dê Bilberry có kích thước to, lông xù xì và sừng rất lớn. Hai thành viên của Hiệp hội Giống Dê Anh, Tiến sĩ Shirley Goodyer và Tiến sĩ Ray Werner, cùng với Robert-Jan Prins, một nhà lai tạo giống dê Landrace Hà Lan, cho biết họ rất ngạc nhiên khi thấy một đàn nguyên thủy vẫn sống hoang dã và rằng dê Bilberry là một "giống loài cổ xưa độc đáo ".